# Hillsborough (Nova Hampshire)
Hillsborough é uma cidade  localizada no estado americano de Nova Hampshire, no Condado de Hillsborough.

## Demografia
Segundo o censo americano de 2000, a sua população era de 4928 habitantes.

## Geografia
De acordo com o United States Census Bureau tem uma área de
115,6 km², dos quais 113,0 km² cobertos por terra e 2,6 km² cobertos por água.

## Localidades na vizinhança
O diagrama seguinte representa as localidades num raio de 32 km ao redor de Hillsborough.